# 北欧の政治

北欧理事会加盟国

OECD各国の社会的支出（私的社会支出と公的社会支出）の対GDP比

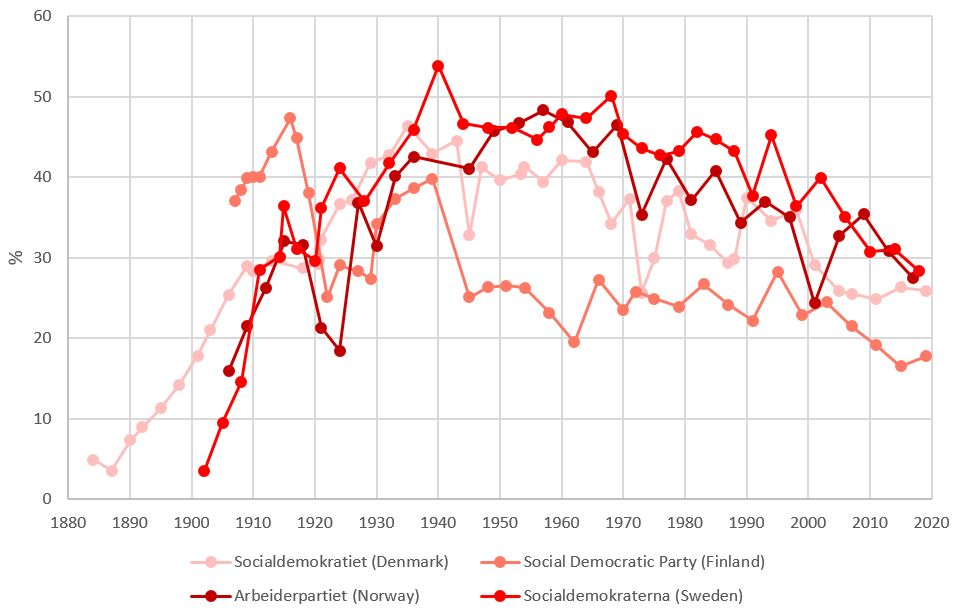

北欧の政治（ほくおうのせいじ）における政体は、議会制民主主義、単一国家である。しかし先進諸国と比して基礎自治体（フリーコミューン）への地方分権が進んでいる。
経済システムはノルディックモデルが採用され、高負担高福祉の福祉国家となっている。

## 北欧諸国の共通項

### 政党
| 政党                   | 支持組織          | 支持者の肖像             | 歴史的文脈       |
| ---------------------- | ----------------- | ------------------------ | ---------------- |
| 保守主義政党           | 財界、官僚        | 高所得、高資産           | 貴族             |
| キリスト教民主主義政党 | 教会              | －                       | 聖職者           |
| 自由主義政党           | －                | 自営業者、ホワイトカラー | ブルジョワジー   |
| 重農主義政党           | 農業協同組合      | 農家                     | 農民             |
| 社会民主主義政党       | 労働組合          | ブルーカラー、公務員     | プロレタリアート |
| 環境政党               | 市民団体、NGOなど | 高学歴、若者、知識人     | －               |
| 旧共産党/左翼政党      | －                | 知識人、貧困層など       | －               |
| 右翼政党               | －                | 失業者、貧困層など       | －               |

北欧五党制は保守・リベラル・農民・社民・共産だったものの、最近は保守・キリスト教・リベラル・農民・社民＋αになりつつある。むしろこちらの方が伝統的な身分制議会からの伝統を引き継ぐものだと言える。

### 北欧諸国の政府
選挙制度は比例代表制で、一院制である。選挙権、被選挙権は18歳以上。任期はいずれも4年である。
選挙では大きな政府陣営（共産主義政党、社会民主主義政党）と小さな政府陣営（自由主義政党、重農主義政党、保守主義政党）の対立軸で争われる。しかしオイルショック以降は環境政党などが台頭してきた。またソビエト連邦崩壊後は、共産主義政党が党名変更する場合が相次いだ。
単独過半数を制する政党が滅多に出ないため、常時連立政権（閣外協力を含む）である。北欧諸国は政権を争う場合には二陣営に分かれるのに対して、実際の政権運営は陣営を超えた中道政党（社会民主主義政党、自由主義政党、重農主義政党）による政党制だった。これにより福祉国家の維持拡大が担保されてきた。
この中道政党の政策連合が赤緑連合（赤土連合あるいは赤白連合）である。つまり北欧の福祉国家とは労働組合だけではなく、自営業者、ホワイトカラー、農家からの要請で成立したのである。
裁判制度は多くの先進諸国と同様に三審制。欧州諸国に一般的に見られる憲法裁判所は存在しないため、違憲立法審査権は、通常裁判所が有する。

### 北欧諸国の地方自治
北欧諸国の地方自治の特徴は、フリーコミューンと言われる基礎自治体による広汎な予算執行権を有することである。先進諸国では都道府県あるいは州のような広域自治体の権限が強いが、北欧諸国では基礎自治体の方に権限が委譲されている。例外はオーランド諸島、グリーンランド、フェロー諸島である。また先進諸国の場合、自治体への交付金等は、その用途が政府や都道府県や州の厳しい制限下にあるが、北欧諸国では交付金の用途は基礎自治体が自由に決定できる。
地方自治における外国人参政権を選挙権、被選挙権の両方で認めている。

### 北欧諸国の圧力団体

OECD各国の労働組合加入率（従業員に占める割合％）

- 圧倒的な力を持つのは労働組合であり、それが社会民主主義政党の優位性を裏付けてきた。
  - 社会民主主義政党は福祉国家の政策の中に、労働組合の組織率を高める仕組みを組み込んでいる。
  - その組織率の高さが労働組合の政治力の源泉となってきた。
- 豊かな自然を背景に農業、林業、水産業が盛んで、重農主義政党の支持基盤となっている。
- 経営者団体は労働組合に互するために一元化されている。
- 教会の政治的発言力は弱体で、経営者団体と農民層との連携の障害となっている。

労使の組織団体が高度に集権化されており、政労使の交渉の場を形作っている。これが北欧諸国特有のネオ・コーポラティズムである。

## アイスランドの政治
政体は共和政、議院内閣制。北欧五党制である。

### アイスランドの政党
パーセンテージは独立以来の首班専有率。合計が100%に満たないのは、独立時の首相（無所属）の分である。
- 独立党 (Sjálfstæðisflokkurinn) - 保守主義/自由主義 - 52%
- 左翼環境運動 (Vinstrihreyfing - Grænt framboð) - 左翼/環境
- 進歩党 (Framsóknarflokkurinn) - 重農主義 - 32%
- 社会民主同盟 (Samfylkingin) - 社会民主主義 - 12%
- 中央党（Borgarahreyfingin、Citizens' Movement） - キリスト教民主主義

アイスランドの政党も参照のこと。

### アイスランドの政府
議会はアルシングと呼ばれる世界最古のもの。総議席数は63で6の選挙区に分けられる。選挙制度は単純拘束名簿式のドント方式。
選挙では、大きな政府陣営（同盟、グリーンレフト）と小さな政府陣営（独立党、進歩党）で争われる。市民運動の立場は歴史が浅いため判然としない。独立以来、独立党の勢力が強く、北欧諸国の中では公的部門は相対的に小さいが、先進諸国と比べれば、北欧型の福祉国家であることには変わりは無い。
かつてはアメリカ軍の基地問題を巡って、両陣営がタカ派とハト派に分裂し、四つ巴の選挙と連立交渉が行われたが、冷戦の終了、さらに米軍基地が撤収し、外交安保で国民的対立が無くなることに対応して、政界再編が行われ北欧五党制に落ち着いた。
大統領は国民の直接選挙によって選ばれるが、政治的な実権が無いため政党の推薦を受けず、政治的な公約も掲げられない。任期は4年。
地方裁判所 (Hæradsréttur) と最高裁判所 (Hæstiréttur) の二審制。地方裁判所は8か所ある。

### アイスランドの地方自治
フリーコミューンの導入は1994年に始まった。基礎自治体 (Sveitarfélög) は98。広域自治体は存在しない。

## オーランド諸島の政治
フィンランド領だがスウェーデン語話者が多く、高度な自治が保たれている。自治議会ラグティングを持つ。

## グリーンランドの政治
長年デンマークによる植民地支配が続いていたが、1979年5月に自治政府が発足し、高度な自治権を獲得した。内閣が議会解散権を有する一院制の議会が31人の議員で構成されており、4年に一度住民からの直接選挙で選出される。北欧五党制である。
また、デンマーク本土の議会にも2議席が割り当てられており、グリーンランドの議会とは別に選挙で議員が選出される。

### グリーンランドの政党
自治権は獲得しているものの、地理的にも文化的にも離れているデンマークからの独立を求める声が多く、歴代の自治政府首相を選出した政党は、いずれもデンマークからの独立を掲げる左派政党のみである。
2014年11月28日に行われた選挙の結果、グリーンランドの議会に議席を有しているのは以下の5政党。パーセンテージは自治政府発足以来の首相専有率。
- 進歩党 (Siumut) - 中道左派/社会民主主義/グリーンランド独立 - 96%
- イヌイット友愛党 (Inuit Ataqatigiit) - 左翼/民主社会主義/グリーンランド独立 - 4%
- ナレラク党 (Partii Naleraq) - 中道/グリーンランド独立
- 民主党 (Demokraatit) - 中道/保守主義/親デンマーク
- 連帯党 (Atassut) - 中道右派/保守・自由主義/親デンマーク

### グリーンランドの政府
議院内閣制が採用されており、議会から選出された自治政府首相が行政府を率いる。選挙制度は非拘束名簿式比例代表制。北欧理事会に加盟している。

## スウェーデンの政治
政体は、立憲君主制、議院内閣制。北欧五党制であったが、オイルショック以降は政党が増えた。

### スウェーデンの議会政党
2018年9月の選挙で中央の議会 (Riksdagen) に議席を持っているのは下記の8政党。パーセンテージは第二次世界大戦後の首相専有率。()内は、同選挙での得票率。新聞やテレビの国会中継、議会のホームページでは省略形（スウェーデン語の党名直後の一文字もしくは二文字）で表記されることが多い。
- スウェーデン社会民主労働党 (Sveriges Socialdemokratiska Arbetarepartiet; s) - 社会民主主義・中道左派 - 78%　(28.4%)
- 穏健党 (Moderaterna; m) - 保守主義・右派 - 15 %　(19.8 %)
- スウェーデン民主党（Sverigedemokraterna; SD）- 右派　(17.6%)
- 中央党 (Centerpartiet; c) - 重農主義・中道右派 - 7 %　(8.6%)
- 左翼党 (Vänsterpartiet; v) - 左翼・左派　(7.9%)
- キリスト教民主党 (Kristdemokraterna; kd) - キリスト教民主主義・中道右派　(6.4%)
- 国民党自由 (Folkpartiet Liberalerna; fp) - 自由主義・中道右派　(5.5%)
- 環境党緑 (Miljöpartiet de Gröna; mp) - 環境・中道派　(4.3%)

### その他特筆すべき政党
- Demoex (Democracy Experiment) - 直接民主主義

首都ストックホルム郊外のヴァーレントゥーナ (Vallentuna)にて議席を有し、世界で唯一インターネットを通した市民による直接的な政治運営を実現している。

### スウェーデンの政府
スウェーデンの政府を参照。
議会 (Riksdag) の総議席数は349で、310議席を29の選挙区に分けられる。39議席は得票と議席の乖離を防ぐための調整議席である。選挙制度は拘束名簿式（ただし、選挙民が名簿を操作できるので厳密には拘束名簿式といいがたい）の修正サン＝ラグ方式。
選挙では、大きな政府陣営(社会民主党)と小さな政府陣営（穏健党、自由党、キリスト教民主党、中央党）で争われる。左翼党と緑の党は社会民主党に閣外協力している。
地方裁判所 (Tingsrätter) と高等裁判所 (Hovrätter) と最高裁判所 (Högsta domstolen) がある。

### スウェーデンの地方自治
スウェーデンの県、ランスティングを参照。
フリーコミューンの導入は1984年に始まった。基礎自治体 (Kommun) は290。広域自治体 (Län) は21。地方自治における外国人参政権は1976年に認められた(EU加盟国とそれ以外{ただし、3年以上居住した人に限る}どちらも)。

### スウェーデンの圧力団体
- 労働組合 (Landsorganisationen)
- 公務員中央労働組合 (Tjänstemännens Centralorganisation)
- スウェーデン経営者団体 (Svenska Arbetsgivareföreningen)

## デンマークの政治
政体は、立憲君主制、議院内閣制。北欧五党制であったが、オイルショック以降は政党が急増した。

### デンマークの政党
パーセンテージは第二次世界大戦後の首相専有率。合計が100%に満たないのは、終戦時の無政府状態の分である。
- デンマーク社会民主党 (Socialdemokraterne) - 社会民主主義 - 58%
- ヴェンスタ (Venstre, Danmarks Liberale Parti) - 自由主義/重農主義 - 24%
- 保守党 (Det Konservative Folkeparti) - 保守主義 - 6%
- ラディケーリ (Det Radikale Venstre) - 自由主義/重農主義 - 6%
- デンマーク国民党 (Dansk Folkeparti) - 右翼
- 社会主義人民党 (Socialistisk Folkeparti) - 左翼/環境
- 赤緑連合 (Enhedslisten - De Rød-Grønne) - 左翼

### デンマークの政府
議会であるフォルケティング (Folketing) の総議席数は179で、135議席を17の選挙区に分けられる。40議席は得票と議席の乖離を防ぐための調整議席である。グリーンランドとフェロー諸島の二大政党にそれぞれ1議席ずつ割り当てられる。選挙制度は非拘束名簿式、単純拘束名簿式、厳正拘束名簿式を政党側が選ぶことが出来る変則的なものである。議席配分は修正サン＝ラグ方式。
選挙では、大きな政府陣営（社会民主党、ラディケーリ）と小さな政府陣営（ヴェンスタ、保守党）で争われる。社会主義人民党と赤緑連合は大きな政府陣営に閣外協力している。デンマーク国民党は小さな政府陣営に閣外協力している。現在は議席を失っているが、キリスト教民主党は、小さな政府陣営である。
2007年11月13日の総選挙で、ヴェンスタを中心とする中道右派連合が94議席、社会民主党を中心とする中道左派連合が81議席を獲得した。
地方裁判所 (Underretter) と高等裁判所 (Landsretter) と最高裁判所 (Højesteret) がある。

### デンマークの地方自治
フリーコミューンの導入は1985年に始まった。基礎自治体 (Kommune) は271、広域自治体 (Amt) は13だが、2007年には基礎自治体は98、広域自治体 (Region) は5に再編される。自治政府としてグリーンランド、フェロー諸島がある。地方自治における外国人参政権は1981年に認められた。

### デンマークの圧力団体
- 労働組合 (Landsorganisationen)
- 官公労 (Funktionærernes og Tjenestemændenes Fællesråd)
- 経営者団体 (Dansk Arbejdsgiverforening)

## ノルウェーの政治
政体は、立憲君主制、議院内閣制。北欧五党制であったが、オイルショック以降は政党が増えた。

### ノルウェーの政党
パーセンテージは第二次世界大戦後の首相専有率。
- ノルウェー労働党 (Det norske Arbeiderparti) - 社会民主主義 - 63%
- 保守党 (Høyre) - 保守主義 - 18%
- キリスト教民主党 (Kristelig Folkeparti) - キリスト教民主主義 - 14%
- 中央党 (Senterpartieti) - 重農主義 - 5%
- 進歩党 (Fremskrittspartiet) - 右翼
- 社会主義左翼党 (Sosialistisk Venstreparti) - 左翼
- ノルウェー自由党 (Venstre) - 自由主義
- 緑の党 -  (Miljøpartiet De Grønne) - 環境主義
- 赤色党 - (Rødt) - 極左

### ノルウェーの政府
議会 (ストーティング、Stortinget) は、選挙終了後に下院 (Odelstinget) と上院 (Lagtinget) に分割されるが、実質的には一院制と同等である。総議席数は169で、150議席を19の選挙区に分けられる。19議席は得票と議席の乖離を防ぐための調整議席である。自由名簿式の修正サン＝ラグ方式。また議会はノーベル平和賞の選定に関与する。
選挙では、大きな政府陣営（労働党、社会主義左翼党、中央党）と小さな政府陣営（保守党、キリスト教民主党、自由党）で争われる。進歩党は小さな政府陣営に閣外協力している。
地方裁判所 (Tingrett) と高等裁判所 (Lagmannsrett) と最高裁判所 (Høyesterett) がある。

### ノルウェーの地方自治
フリーコミューンの導入は1986年に始まった。基礎自治体 (Kommune) は431、広域自治体 (Fylke) は19。地方自治における外国人参政権は1983年に認められた。

### ノルウェーの圧力団体
- 労働組合 (Landsorganisasjonen)
- 官公労 (Yrkesorganisasjonenes Sentralforbund)
- 経営者団体 (Næringslivets Hovedorganisasjon)

## フィンランドの政治
政体は共和政。半大統領制と議院内閣制の中間的な形態。単に議院内閣制に分類する場合も多い。典型的な分極的多党制である。

### フィンランドの政党
パーセンテージは第二次世界大戦後の大統領専有率。合計が100%に満たないのは、終戦時のマンネルヘイム大統領（無所属）の分である。
- フィンランド中央党 (Suomen Keskusta) - 重農主義 - 39%
- フィンランド社会民主党 (Suomen Sosiaalidemokraattinen Puolue) - 社会民主主義 - 39%
- 国民連合党 (Kansallinen Kokoomus) - 保守主義 - 15%
- 左翼同盟 (Vasemmistoliitto) - 左翼
- 緑の同盟 (Vihreä Liitto) - 環境
- キリスト教民主党 (Kristillisdemokraatit) - キリスト教民主主義
- スウェーデン人民党 (Svenska Folkpartiet) - 自由主義
- 真のフィンランド人(Perussuomalaiset) - 極右

### フィンランドの政府
議会（Eduskunta）の総議席数は200で199議席を15の選挙区に分けられる。1議席はオーランド諸島に割り当てられる。選挙制度は非拘束名簿式のドント式。
選挙では、大きな政府陣営と小さな政府陣営で争われない。そのため選挙後の連立交渉の方が重要である。前政権や選挙で激しく争った政党が手のひらを返したように連立を組むことが少なくない。一見すると他の北欧諸国から逸脱しているように見えるが、赤土連合を正式な連立政権としているだけのことであり、北欧的なるものからの逸脱ではない。
大統領は国民の直接選挙によって選ばれる。任期は6年。
地方裁判所 (Käräjäoikeus) と高等裁判所 (Hovioikeus) と最高裁判所 (Korkein oikeus) の三審制。

### フィンランドの地方自治
フリーコミューンの導入は1989年に始まった。基礎自治体 (Kunta) は432。広域自治体は存在しない。自治政府としてオーランド諸島がある。地方自治における外国人参政権は1992年に認められた。

### フィンランドの圧力団体
- 労働組合 (Suomen Ammattiliittojen Keskusjärjestö)
- 官公労 (Kunta-alan ammattiliitto KTV)
- 経営者団体 (Elinkeinoelämän keskusliitto)

### 同性パートナーシップ制度
- 2001年 登録パートナーシップ法

同性結婚も参照。

## フェロー諸島の政治
長年ノルウェーやデンマークなどによる支配が続いたが、1948年に自治政府が発足し、高度な自治権を獲得した。一院制の議会（レクティング）が33人の議員で構成されており、4年に一度住民からの直接選挙で選出される。分極的多党制である。
また、デンマーク本土の議会（フォルケティング）にも2議席が割り当てられており、フェロー諸島の議会とは別に選挙で議員が選出される。

### フェロー諸島の政党
自治権は獲得しているものの、第二次世界大戦時イギリスの占領下に置かれた際の自治経験や、デンマーク本土から地理的に距離があることも相まって、フェロー諸島共和国としての独立を掲げる政党がある。
2011年10月29日に行われた選挙の結果、フェロー諸島の議会に議席を有しているのは以下の7政党。パーセンテージは、自治政府発足以来の首相専有率。
- 同盟党 (フェロー語: Sambandsflokkurin) - 中道右派/保守自由主義/デンマーク王国重視 - 45%
- 社会民主党 (フェロー語: Javnaðarflokkurin) - 中道左派/社会民主主義/デンマーク王国重視 - 35%
- 人民党 (フェロー語: Fólkaflokkurin) - 中道右派/保守自由主義/フェロー諸島独立 - 20%
- 共和 (フェロー語: Tjóðveldi) - 左翼/民主社会主義/フェロー諸島独立
- 進歩 (フェロー語: Framsókn) - 中道右派/自由主義/フェロー諸島独立
- 中央党 (フェロー語: Miðflokkurin) - 中道/キリスト教民主主義
- 自治党 (フェロー語: Sjálvstýrisflokkurin) - 中道/社会自由主義

### フェロー諸島の政府
議院内閣制が採用されており、議会から選出された自治政府首相が行政府を率いる。選挙制度は比例代表制。北欧理事会に加盟している。